# Bausch & Lomb Championships 1985
Il  Bausch & Lomb Championships 1985 è stato un torneo di tennis giocato sulla terra verde. È stata la 6ª edizione del torneo, che fa parte del Virginia Slims World Championship Series 1985. Si è giocato all'Amelia Island Plantation di Amelia Island negli USA dal 15 al 21 aprile 1985.

## Campionesse

### Singolare
Zina Garrison ha battuto in finale  Chris Evert con il punteggio di 6–4, 6–3

### Doppio
Rosalyn Fairbank  /  Hana Mandlíková hanno battuto in finale  Carling Bassett-Seguso /  Chris Evert con il punteggio di 6–1, 2–6, 6–2